# Jason Kao Hwang

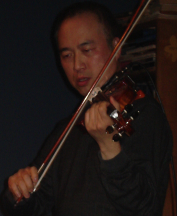
Jason Kao Hwang 2008

Jason Kao Hwang (* 1957 in Waukegan, Illinois) ist ein US-amerikanischer Jazzviolinist (auch Viola, Electronics), Komponist und Musikpädagoge.

## Leben und Wirken
Jason Hwang hat chinesische Wurzeln, wurde aber nicht in traditioneller chinesischer Musik ausgebildet, auch wenn er diese viel in seinem Elternhaus hörte. Er begann seine Karriere in der New Yorker Loftszene, u. a. im Basement Workshop in der New Yorker Chinatown. Dort arbeitete er u. a. mit Gerald Oshita, Fred Houn, Miya Masaoka, Francis Wong, Jon Jang und Mark Izu und verschmolz Jazz und neue Musik mit chinesischen Klängen. Zu Hwangs Vorbildern gehörten Henry Threadgill, Borah Bergman, Butch Morris, Reggie Workman und Ken McIntyre. Von 1990 bis 2004 leitete er die Far East Side Band, der auch Sang-Won Park, Joe Dailey, Satoshi Takeishi und Yukio Tsuji angehörten. Die Formation kombinierte exotische Instrumente wie Taiko und Kayagûm mit Tuba und Violine; zwei Alben erschienen bei Victor und New World. Er schrieb die 2001 uraufgeführte Kammeroper The Floating Box: A Story in Chinatown und leitete das Trio Edge, in dem er mit Andrew Drury, Taylor Ho Bynum  und Ken Filiano arbeitete. Zu hören ist er auch auf  William Parkers 2002 entstandenem Album Universal Tonality, ed. 2022. Außerdem war Hwang als Musiker und Arrangeur für die Broadway-Produktion M. Butterfly tätig und war deren musikalischer Leiter bei der anschließenden US-Tournee.
Als Komponist erhielt Hwang zahlreiche Stipendien, u. a. von Meet the Composer und dem National Endowment for the Arts; ferner lehrte er asiatisch-amerikanische Musik an der New York University und unterrichtete an den Westminster und Brooklyn Colleges. Hwang, der im Laufe seiner Karriere mit Anthony Braxton, Henry Threadgill, Ken McIntyre, Butch Morris, Reggie Workman, Vladimir Tarasov, Dom Minasi (Dissonance Makes the Heart Grow Fonder), Tatsu Aoki, William Parker, Sirone, William Hooker, Joseph Daley (Portraits: Wind, Thunder and Love, 2014), Taylor Ho Bynum (Enter the Plustet, 2016) und Pheeroan akLaff arbeitete, wirkte im Bereich des Jazz  zwischen 1980 und 2011 bei 62 Aufnahmesessions mit.
2012 wurde er mit dem Kritikerpoll in der Kategorie Rising Stars des Down Beat ausgezeichnet; 2013 für den JJA Jazz Award der Jazz Journalists Association nominiert.

## Diskographische Hinweise
- Commitment 8 (1983), mit Will Connell, William Parker
- Unfolding Stone (Sound Aspects, 1990), mit Mark Dresser, J. D. Parran, Ned Rothenberg
- Dominic Duval/Jason Kao Hwang: The Experiment (Blue Jackel Entertainment, 2000)
- Jason Kao Hwang/Edge: Stories Before Within (Innova Recordings, 2007)
- Jason Kao Hwang/Edge: Crossroads Unseen (Euonymus Records, 2011)
- Jason Kao Hwang/Spontaneous River: Symphony of Souls (Mulatta, 2011)
- Burning brudge (Innova, 2012), mit Sun Li, Wang Guowei, Taylor Ho Bynum, Steve Swell, Joseph Daley, Andrew Drury
- Sing House (2017), mit Andrew Drury, Ken Filiano, Chris Forbes, Steve Swell
- Blood (2019)
- Karl Berger & Jason Kao Hwang: Conjure (2019)
- Human Rites Trio (2020), mit Andrew Drury, Ken Filiano